# Eric Bruskotter
Eric Bruskotter (Fort Wayne (Indiana), 22 maart 1966) is een Amerikaans acteur.

## Biografie
Bruskotter begon in 1985 met acteren in de televisieserie Amazing Stories. Hierna heeft hij nog meerdere rollen gespeeld in televisieseries en films zoals Tour of Duty (1987-1989), Dragon: The Bruce Lee Story (1993), Crimson Tide (1995), The Fan (1996), Providence (1999), Six Feet Under (2002) en Bring It On: All or Nothing (2006).
Bruskotter is getrouwd met actrice Tami-Adrian George die hij heeft leren kennen op de set van de film Starship Troopers en is een tweelingbroer van Karl. Bruskotter is vrijwilliger voor een dierenbeschermingsvereniging genaamd Best Friends Animal Society in Kanab Utah.

## Filmografie[2]

### Films
- 2012 FDR: American Badass! - als verslaggever Robert Bruckner
- 2009 The Grind – als Earl
- 2007 The Man – als officier Green
- 2006 Bring It On: All or Nothing – als Tim Allen
- 2006 Hollywood Kills – als mr. Monroe
- 2001 The Hollywood Sign – als Muscle
- 1998 Major League: Back to the Minors – als Rube Baker
- 1997 Starship Troopers – als Breckinridge
- 1996 The Fan – als Catcher
- 1995 Crimson Tide – als Bennefield
- 1994 Major League II – als Rube Baker
- 1993 In the Line of Fire – als jonge agent
- 1993 Dragon: The Bruce Lee Story – als Joe Henderson
- 1991 Sweet Poison – als JJ
- 1990 Nobody's Perfect – als Stanley
- 1989 Not Quite Human II – als Rick
- 1988 Rented Lips – als sukkel van Farrell
- 1987 Can't Buy Me Love – as Big John
- 1987 Three For the Road – als Junior

### Televisieseries
Uitgezonderd eenmalige gastrollen.
- 2011 - 2012 Glee - als Cooter Menkins - 4 afl.
- 2007 24 – als Stan – 2 afl.
- 2002 Six Feet Under – als partner van Keith – 4 afl.
- 1999 Providence – als Richie – 5 afl.
- 1998 – 1999 Pensacola: Wings of Gold – als Paddles – 3 afl.
- 1990 Teen Angel Returns – als Kevin Donato - ? afl.
- 1987 – 1989 Tour of Duty – als Scott Baker – 20 afl.

- Gemeinsame Normdatei: 1061923304
- Virtual International Authority File: 311669792